# Разумовский, Андрей Вадимович
Андрей Вадимович Разумовский (3 апреля 1948 — 15 июля 2013) — советский и российский киноактёр, режиссёр кино и дубляжа, кинопродюсер и директор фильма. Лауреат премии «Ника» в категории «Лучший продюсер» совместно с Юрием Романенко за фильмы «Вынос тела» и «Убийца». Заслуженный деятель искусств Российской Федерации (2004).

## Биография
Родился 3 апреля 1948 года в Москве.
Окончил режиссёрский факультет ВГИКа (1973, мастерская Е. Л. Дзигана).
Ассистент режиссёра на фильме «Бег», второй режиссёр фильмов «Укрощение огня» и «Соло для слона с оркестром». В 1968 году работал ассистентом режиссера и снимался в фильме В. Шукшина «Странные люди».
В 1988 году вместе с А. Романенко и Рудольфом Фрунтовым организовал одну из первых независимых кинокомпаний «Фора-фильм» (в 1998 году эта кинокомпания станет одним из учредителей компании «Синема Форум»). Продюсер более двадцати фильмов (совместно с Юрием Романенко). 
Был секретарём Конфедерации союзов кинематографистов и президентом Ассоциации кинопродюсеров России.
Имел звание «Заслуженный деятель искусств РФ».
Ушёл из жизни 15 июля 2013 года.

## Личная жизнь
Был женат на телеведущей Ольге Бакушинской.

## Фильмография

### Актёр
- 1969 — Странные люди — турист

### Режиссёр
- 1976 — Развлечение для старичков
- 1978 — Предварительное расследование
- 1983 — Такая жёсткая игра — хоккей
- 1986 — В распутицу
- 1990 — Мордашка
- 1991 — Гениальная идея
- 2006 — Игра в шиндай
- 2007 — На мосту

### Продюсер
- 1990 — Доминус
- 1991 — Летучий голландец
- 1991 — Штемп
- 1992 — Только не уходи...
- 1992 — Вынос тела
- 1992 — Зверь, выходящий из моря
- 1993 — Убийца
- 1995 — Всё будет хорошо!
- 1996 — Мужчина для молодой женщины
- 1996 — Тот, кто нежнее
- 1997 — Божественная Жизель
- 2001 — Хвост дьявола / Opashkata na dyavola
- 2002 — Письма к Эльзе
- 2002 — Вася / Vasya
- 2002 — Чёрный мяч
- 2005 — Персона нон грата
- 2006 — Игра в шиндай (сопродюсер)
- 2008 — Метеоидиот
- 2009 — 2010 — Приколы на переменке
- 2010 — Дом образцового содержания (исполнительный продюсер)
- 2010 — Три женщины Достоевского (исполнительный продюсер)
- 2010 — Под говор пьяных мужичков (генеральный продюсер)
- 2011 — Поединки: Выбор агента Блейка

### Директор фильма
- 1990 — Доминус
- 1990 — Сукины дети
- 1991 — Летучий голландец
- 1991 — Гениальная идея